# Scaphosepalum verrucosum
Scaphosepalum verrucosum är en orkidéart som först beskrevs av Heinrich Gustav Reichenbach, och fick sitt nu gällande namn av Ernst Hugo Heinrich Pfitzer. Scaphosepalum verrucosum ingår i släktet Scaphosepalum och familjen orkidéer. Inga underarter finns listade i Catalogue of Life.

## Bildgalleri

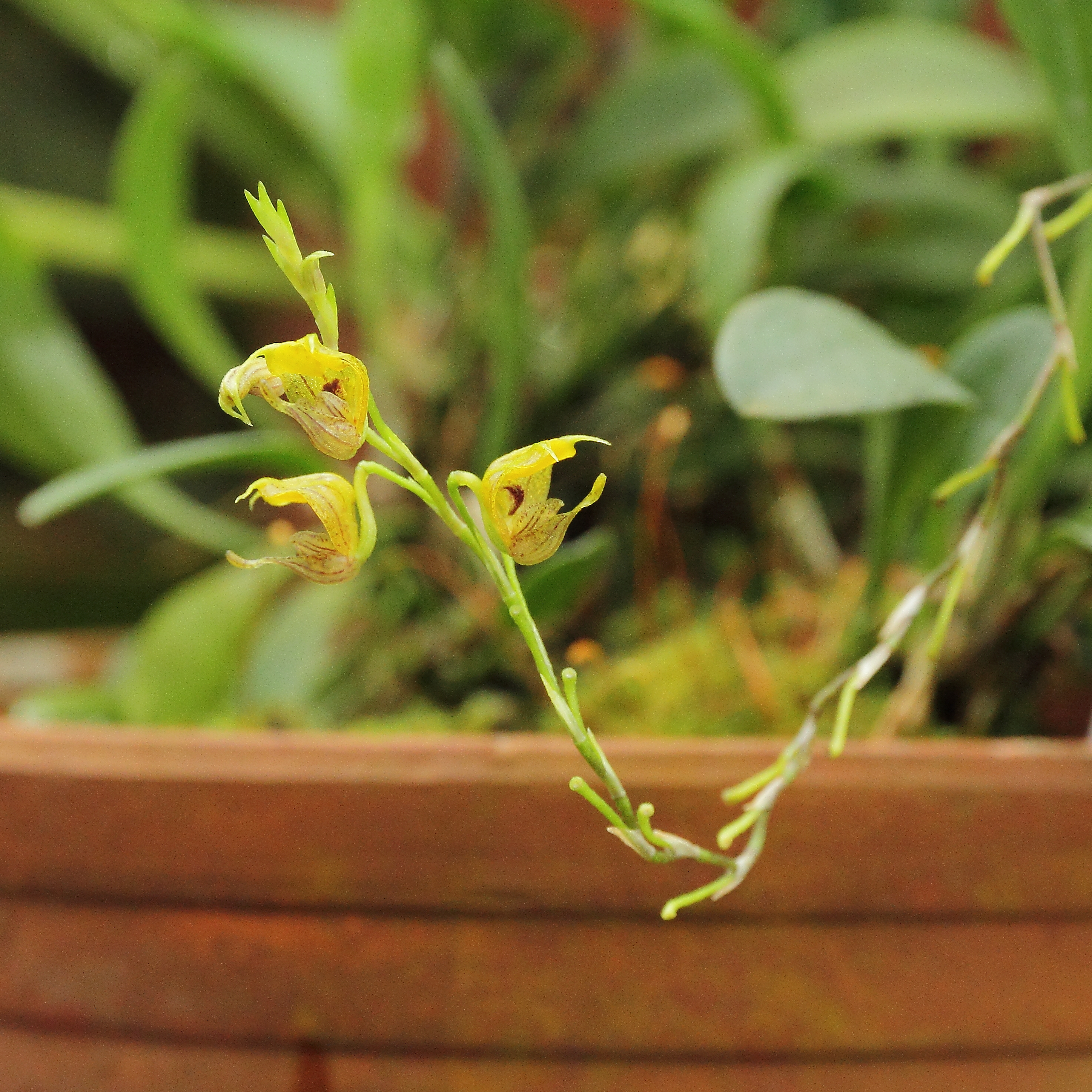